# 수키 워터하우스
수키 워터하우스(Alice Suki Waterhouse, 1992년 1월 5일 ~ )는 잉글랜드의 모델, 배우, 가수이다.

## 출연 작품
- 러브, 로지 - 배서니 역
- 인서전트 - 마를린 역
- 오만과 편견 그리고 좀비 - 키티 베넷 역
- 버려진 자들의 땅(The Bad Batch)
- 퓨쳐 월드
- 빌리어네어 보이즈 클럽 - 킨타나 역
- 레이니 데이 인 뉴욕 - 티퍼니 역
- 어쌔신 걸스 - 사라 역
- 명탐정 피카츄 - 미스 노먼 역
- 달리랜드

## 음반 목록
- I Can't Let Go (2022)